# ایلهان ششن
ایلهان ششن (انگلیسی: İlhan Şeşen; ۱۸ ژوئن ۱۹۴۸ – ۲۶ مهٔ ۲۰۲۵) بازیگر، و خواننده اهل ترکیه بود.